# Asaphomorpha androkensis
Asaphomorpha androkensis är en skalbaggsart som beskrevs av Dewailly 1950. Asaphomorpha androkensis ingår i släktet Asaphomorpha och familjen Melolonthidae. Inga underarter finns listade.